# メランコリー (映画)
『メランコリー』（Les Marmottes）は、1993年のフランス映画。

## 概要
クリスマス・シーズンのバカンスを舞台に描いた、恋愛も絡めた群像コメディ。スキーシーズンのシャモニーのリゾート・ホテルにやってきた数組の夫婦とカップルだが、楽しいはずのバカンスが、それぞれに複雑な事情を抱えて･･･とまるでアルトマンを思わせるコメディだが、スターを集めた映画にもかかわらず、ウディ派であるエリ・シュラキの軽妙洒脱に仕上げた群像バカンス映画。無名時代のヴィルジニー・ルドワイヤンが初々しい。 アヌーク・エーメに関してはアルトマンの『プレタポルテ』に出演していたが、日本では公開順が逆になってしまった。
なお1998年にフランスでTVシリーズ化された。

## ストーリー
毎年クリスマス・シーズンにバカンスを楽しむ数組のカップルや夫婦、スキーリゾートを楽しもうとシャモニーのホテルに集まったが、楽しそうに見えるそれぞれのカップルや夫婦には抜き差しならぬ事情を抱えていたり、素敵だと思われていた夫婦は実は仮面夫婦だった事が明らかになり、なにやら波乱に満ちたバカンスになりそうだが･･･。

## スタッフ
- エグゼクティブ・プロデューサー：ロベール・ベンムッサ
- 監督･脚本:エリ・シュラキ
- 脚本:ダニエル・トンプソン
- 撮影:ロベール・アラズラキ
- 音楽:ガブリエル・ヤレド
- 主題歌:エンゾ・エンゾ

## キャスト
- アンドレ・デュソリエ
- ジャクリーン・ビセット
- アヌーク・エーメ
- ジャン＝ユーグ・アングラード
- マリー・トランティニャン
- ジェラール・ランヴァン
- クリスティーヌ・ボワッソン
- ダニエル・ジェラン
- アンヌ・ルーセル
- クリスチャン・シャルムタン
- クリストファー・トンプソン
- ヴィルジニー・ルドワイヤン
- ジュリア・マラヴァル

## ドラマ版 （日本未輸入）

### スタッフ
- 製作総指揮・原作：エリ・シュラキ

- 監督：ジャン＝デニ・ロベール、ダニエル・ヴィーニュ
- 脚本： ディディエ・フィッシャーマン

### キャスト
- ドロレス・チャップリン
- ブルーノ・マディニエ
- ダニエル・ジェラン
- アガト・ドゥ・ラ・ブライユ
- ステファン・ゲラン＝ ティリエ

## 関連映画
- LOVEシーズン
- ウエディング